# 대방중학교 (서울)
대방중학교(大方中學校)는 대한민국 서울특별시 동작구 신대방동에 있는 공립 중학교이다.

## 학교 연혁
- 1972년 9월 1일 : 초대 이희우 교장 취임
- 1973년 3월 3일 : 개교 및 제1회 입학식
- 1976년 2월 2일 : 제1회 졸업식(졸업생 691명)
- 1999년 9월 8일 : 전교생 위탁 급식 실시
- 2005년 3월 1일 : 남여공학으로 전환, 대방중학교로 개명
- 2022년 1월 8일 : 제47회 졸업식(264명, 총 29,243명)
- 2022년 3월 1일 : 제16대 이원경 교장 취임

## 참고 자료
- 대방중학교 - 한국교육학술정보원 학교알리미